# 응우옌푹미엔브우
응우옌푹미엔브우(Nguyễn Phúc Miên Bửu, 1820년 2월 3일 ~ 1854년 3월 8일)는 베트남 응우옌 왕조의 황족이다. 민망제의 제12번째 아들로, 어머니는 호티투이이다.

## 가족

### 자녀
- 아들 18명 딸 7명